# Hjernekasse
 For alternative betydninger, se Hjernekassen.
I menneskets anatomi er hjernekassen den øvre og bagerste del af kraniet, som danner en beskyttende kasse omkring hjernen. Resten af kraniet kaldes ansigtskraniet.
I komparativ anatomi bliver hjernekassen nogle gange brugt som synonym med endokraniet eller chondrokraniet.

## Bestanddele
Hjernekassen dannes af nedenstående seks knogler:
- Isseben (1 par, Latin: Os parietale)
- Kileben (Os sphenoidale)
- Nakkeben (Os occipitale)
- Pandeben (Os frontale)
- Siben (Os ethmoidale)
- Tindingeben (1 par, Os temporale)

Hjernekassen beskrives som regel ved at opdele denne i to dele kaldet theca cranii og basis cranii, hvor sidstnævnte beskrives som hhv. basis cranii interna og basis cranii externa. Theca cranii er den del af kraniet, der kan ses oppefra, basis cranii externa er den del af kraniet, der kan ses nedefra, når underkæben er fjernet, og basis cranii interna er den del af kraniet, der kan ses oppefra, når theca cranii er fjernet.